# Abdirahman Ramadhani
Abdirahman Ramadhani − kenijski bokser, dwukrotny medalista igrzysk wspólnoty narodów (1990, 1994).

## Kariera amatorska
W 1990 reprezentował Kenię na igrzyskach Wspólnoty Narodów w Auckland. W ćwierćfinale pokonał Szkota Paula Weira, w półfinale Darmendrę Yadaw, a finał przegrał z Justinem Juuko. 4. lata później również startował na tych igrzyskach, zdobywając złoty medal. W półfinale pokonał Birju Saha, a w finale Victora Kasote.